# 九龍巴士78K線
九龍巴士78K線是香港新界北區一條來往太平及沙頭角的巴士路線。
由於本線於2016年1月4日縮減邊境禁區範圍前與73K、79K同樣進入香港邊境禁區，故三線常被巴士迷統稱為「禁區三寶」。隨著特區政府於2016年1月4日縮減邊境禁區範圍第3階段實施，現時73K及79K已經完全撤出邊境禁區，使78K線一度成為香港唯一服務北區邊境禁區的專營巴士路線，直至277A線開辦後才打破此局面。
九龍巴士78線是78K線的特別班次，在星期一至五早上繁忙時間同由沙頭角單向開往太平，經香園圍公路直達粉嶺站。
九龍巴士78A線是78K線的特別班次，循環來往皇后山及粉嶺站，為皇后山居民提供全日短程接駁鐵路及其他對外專營巴士路線服務。九巴把此路線包裝成「皇后山專線」，電牌資料顯示「皇后山」時於左方加上皇冠圖案。
九龍巴士78B線是78K線的特別班次，在星期一至五繁忙時間來往皇后山及彩園。
九龍巴士78S線是78K線的特別班次，來往上水及沙頭角，途經香園圍公路，只於每日上午及下午非繁忙時間分別提供去程及回程服務。
九龍巴士N78線是78K線的特別班次，於深宵時間來往上水及沙頭角，是首條服務北區邊境禁區的深宵專營巴士路線。
九龍巴士R78線是香港的一條特別巴士路線，來往粉嶺站及新圍軍營。此線只會在新圍軍營指定開放日期間行走，方便市民前往新圍軍營參觀。

## 歷史
- 1912年4月1日：九廣鐵路的沙頭角單軌鐵路投入服務。
- 1927年因應沙頭角公路通車，沙頭角鐵路於1928年4月1日停止服務，由鄉郊巴士代替。
- 1930年至1933年間：中巴開辦18號巴士線，來往粉嶺及沙頭角，取代鄉郊巴士。
- 1933年6月11日：地區專利生效，中巴的18號線由九巴接辦。
- 1942年10月至1943年8月：日軍佔領香港，香港自動車運送會營辦6號（來往深圳及沙頭角）。
- 1946年4月21日：九巴開辦4號巴士線，來往元朗及沙頭角。
- 1947年10月：九巴4號線分拆為18號線（來往粉嶺及沙頭角）及20號線。
- 1955年11月1日：九巴17及18號線都改為來往元朗及沙頭角。
- 1961年4月6日：18號線改為來往元朗及鹿頸。
- 1961年4月20日：九巴開辦18A線（來往元朗及鹿頸，途經沙頭角）；同年9月3日18號線改為元朗至沙頭角，而18A則改為來往沙頭角及鹿頸。
- 1963年5月12日：17及18號線同時改為來往元朗及上水；另外九巴開辦20號線，來往上水及沙頭角。
- 1967年6月25日：因應六七暴動，20線停駛。
- 1967年7月20日：20線恢復服務，但因中國人民解放軍多次突擊進入沙頭角，為安全計總站縮短至軍地，年底恢復服至鹿頸，直至翌年才恢復至沙頭角。
- 1973年7月16日：20號線因應重組路線編號而改編號為78號線，另外九巴開辦80號線（來往沙頭角及鹿頸）。
- 1975年2月15日：78號線改為來往聯和墟及沙頭角，而80號線則永久停駛。
- 1977年1月17日：九巴開辦新路線78A（來往聯和墟及沙頭角官立中學）；同年3月1日，78號線改為來往上水及沙頭角。
- 1981年6月24日：78A改為來往聯和墟及鹿頸。
- 1983年8月14日：配合九廣鐵路全線電氣化，78號改編號為78K。
- 1997年4月28日：本線改經彩園邨、太平邨及榮輝中心。
- 1997年7月13日：改為全線空調服務。
- 2012年2月15日：配合政府縮減邊境禁區範圍，除沙頭角巴士總站外，介乎塘肚至担水坑一段的沙頭角公路不再屬於邊境禁區，沿線巴士站開放予任何人士上落，而不需申請邊境禁區通行證。[4][5]
- 2012年8月13日：實施《2012-13年度北區巴士路線發展計劃》之建議[6]，來回程改經太平（北區醫院），不再經彩園路及石湖墟，以方便來往聯和墟及北區醫院的乘客。[7]
- 2012年12月17日：往沙頭角方向增設新運路掃管埔村分站。
- 2013年8月17日：配合北區「區域性巴士路線重組」第一階段實施，由沙頭角開出的特別班次增至4班，並延長至華明作終站，不經聯和墟巴士總站、和睦路及粉嶺樓路，並調整班次。同時，增設與373及373A線之八達通轉乘優惠。
- 2014年8月2日：改為只於每天日間非繁忙時間繞經太平巴士總站，往沙頭角方向於每日09:00-17:00繞經；而往上水方向於每日07:08及09:00-17:00繞經。
- 2015年12月31日：增設到站時間預報。
- 2018年5月22日上午十時起至2021年1月25日：因應蓮塘－香園圍過境口岸連接路工程，來回程取消沙頭角公路 – 禾坑段「磚窰」巴士站。
- 2021年1月25日：增設沙頭角公路 – 馬尾下段「磚窰」站。[8]
- 2021年10月18日：特別班次服務調整如下：[9][10]
  - 往華明的07:23班次提早3分鐘開出，並改經香園圍公路及龍山隧道而不經沙頭角公路、聯和墟及祥華一帶，並延長至粉嶺站，同時獲獨立編號為78線
  - 往華明的07:38班次提早3分鐘開出
  - 繞經太平總站的班次改以太平作為總站，而上水總站改為中途站，兩站之間路段的車站改由相反方向的班次使用。
- 2021年11月30日：78A和N78線開辦。[11]
- 2022年1月26日：[12]
  - 78A線總站由山麗苑遷往皇后山公共運輸交匯處，由新總站開出經龍馬路東行、掉頭、龍馬路西行返回「山麗苑」站及原有路線，並取消位於龍馬路西行的「皇后山」分站；往皇后山方向駛至龍馬路東行後先駛入皇后山公共交通總站設站取代原有位於龍馬路東行的「皇后山」分站，之後經龍馬路東行、掉頭、龍馬路西行返回「山麗苑」站，再沿龍馬路西行轉入皇后山公共交通總站終結行程。
  - N78線來回程取消龍馬路「皇后山」分站，改經皇后山公共運輸交匯處。
- 2022年6月20日：[13]
  - 78A線由皇后山開出之尾班車時間由00:15延遲至00:45；
  - 78A線增設特別班次，分別由皇后山開出（不經山麗苑）前往粉嶺站，以及由山麗苑開出前往粉嶺站。由皇后山開出之特別班次服務時間為星期一至五06:20及07:30，由山麗苑開出之特別班次服務時間為星期一至五06:25及07:35。
- 2022年9月5日：78B線開辦[14]。
- 2023年2月13日：78B線增至四班車[15]。
- 2023年4月3日：N78線來回程班次各增至四班車。[16]
- 2023年7月3日：R78線往粉嶺站方向增停新運路「祥華邨」站。
- 2023年9月1日：78B線增設不經粉嶺南之特別班次，於星期一至五上課日07:15由皇后山開出；以及新增回程服務，於星期一至五15:45、16:15及16:45由彩園開往皇后山，因應當日颱風蘇拉襲港，當日巴士路線暫停服務，實際改動日為9月4日[17]。
- 2023年10月30日：78B線往皇后山方向增停沙頭角公路 – 龍躍頭段「聯和墟球場」及「逸峯」站。[18]
- 2024年1月1日：因應沙頭角第二期開放計劃，78S線開辦。[19]
- 2024年6月10日：78S線來回方向改經香園圍公路，不經沙頭角公路－龍躍頭及馬尾下段，往上水方向亦改經百和路。[20]
- 2024年9月2日：78線按原有路線到達粉嶺公路後，經百和路、清曉路、保健路及保平路延長至太平，而不入華明巴士總站。[21]
- 2025年1月26日：78A、78B、N78線往皇后山方向於龍馬路皇后山一號外增設中途站。
- 2025年3月31日：[22]
  - 78B線由皇后山開出，經粉嶺南班次增至六班，開出時間為06:55、07:06、07:12、07:18、07:24及07:34；由皇后山開出，不經粉嶺南班次增至三班，開出時間為07:15、07:28及07:42。
  - 78K線全日所有班次劃一以太平為總站，並途經上水巴士總站。由太平開出之班次時間調整為05:30至23:20。

## 服務時間及班次

### 78K
| 太平開           | 太平開      | 太平開       | 沙頭角開         | 沙頭角開    | 沙頭角開     |
| 日期             | 服務時間    | 班次（分鐘） | 日期             | 服務時間    | 班次（分鐘） |
| ---------------- | ----------- | ------------ | ---------------- | ----------- | ------------ |
| 星期一至五       | 05:30-16:10 | 20           | 星期一至五       | 05:50-06:35 | 15           |
| 星期一至五       | 16:10-18:40 | 15           | 星期一至五       | 06:35-07:15 | 10           |
| 星期一至五       | 18:50-23:20 | 20           | 星期一至五       | 07:15-08:00 | 15           |
|                  |             |              |                  | 08:00-16:00 | 20           |
| 16:00-17:00      | 15          |              |                  |             |              |
| 17:20-21:00      | 20          |              |                  |             |              |
| 21:00-23:30      | 30          |              |                  |             |              |
| 星期六           | 05:30-15:50 | 20           | 星期六           | 05:50-06:50 | 30           |
| 星期六           | 15:50-18:50 | 15           | 星期六           | 06:50-17:10 | 20           |
| 星期六           | 18:50-22:50 | 20           | 星期六           | 17:10-18:10 | 15           |
| 星期六           | 23:20       | 23:20        | 星期六           | 18:10-21:30 | 20           |
|                  |             |              |                  | 21:30-23:30 | 30           |
| 星期日及公眾假期 | 05:30-22:50 | 20           | 星期日及公眾假期 | 05:50       | 05:50        |
| 星期日及公眾假期 | 23:20       | 23:20        | 星期日及公眾假期 | 06:20-11:00 | 20           |
|                  |             |              | 星期日及公眾假期 | 11:00-13:00 | 15           |
| 13:00-21:00      | 20          |              | 星期日及公眾假期 |             |              |
| 21:00-23:30      | 30          |              | 星期日及公眾假期 |             |              |

#### 特別班次
- 沙頭角開星期一至五：06:45、06:50、06:55、07:03、07:11、07:23、07:35
- 星期六、日及公眾假期不設服務

### 78

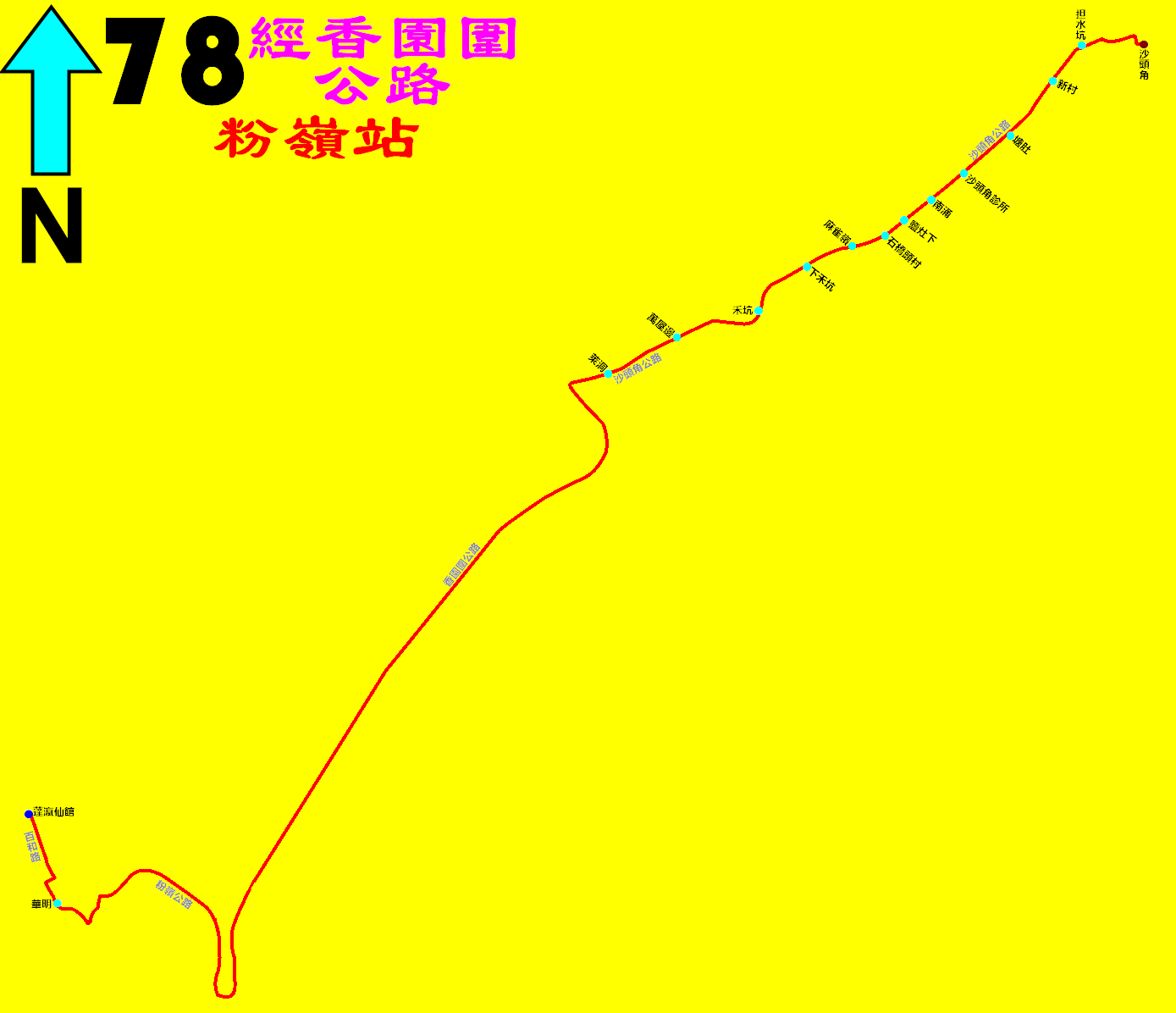
78線的走線圖

- 沙頭角開星期一至五：07:00、07:20。
- 星期六、日及公眾假期不設服務

### 78A

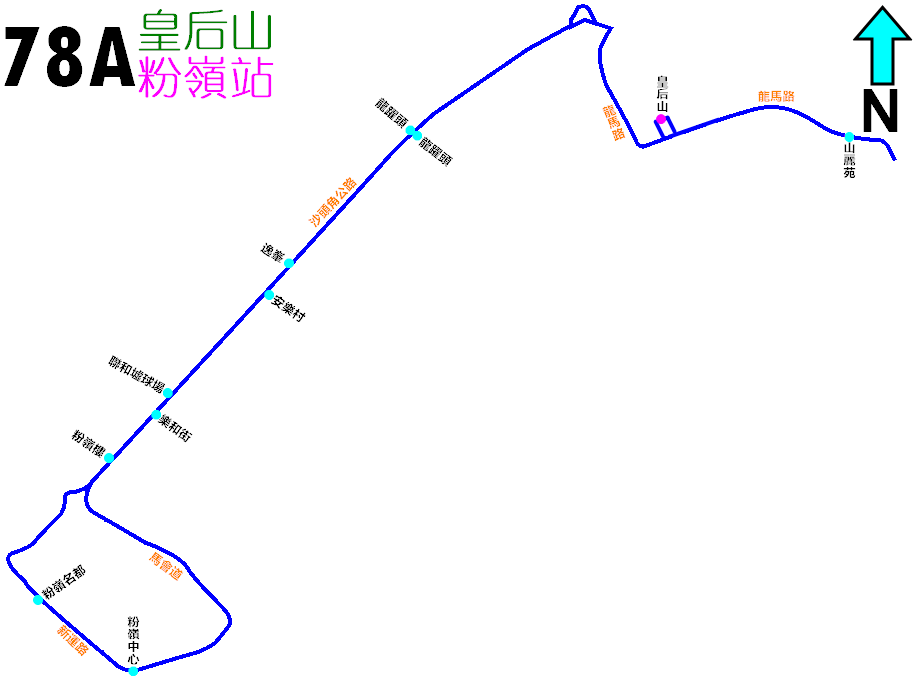
78A線的走線圖

| 皇后山開         | 皇后山開    | 皇后山開     |
| 日期             | 服務時間    | 班次（分鐘） |
| ---------------- | ----------- | ------------ |
| 星期一至五       | 05:15       | 05:15        |
| 星期一至五       | 05:30-06:10 | 10           |
| 星期一至五       | 06:10-07:10 | 20           |
| 星期一至五       | 07:16       |              |
| 星期一至五       | 07:30-08:10 | 20           |
| 星期一至五       | 08:10-08:30 | 10           |
| 星期一至五       | 08:30-17:30 | 12           |
| 星期一至五       | 17:30-22:45 | 15           |
| 星期一至五       | 22:45-23:45 | 20           |
| 星期一至五       | 23:45-00:45 | 30           |
| 星期六           | 05:15-06:45 | 15           |
| 星期六           | 06:45-20:45 | 12           |
| 星期六           | 20:45-21:45 | 15           |
| 星期六           | 21:45-23:45 | 20           |
| 星期六           | 23:45-00:45 | 30           |
| 星期日及公眾假期 | 05:15-10:45 | 15           |
| 星期日及公眾假期 | 10:45-14:45 | 12           |
| 星期日及公眾假期 | 14:45-18:45 | 15           |
| 星期日及公眾假期 | 18:45-20:45 | 12           |
| 星期日及公眾假期 | 20:45-21:45 | 15           |
| 星期日及公眾假期 | 21:45-23:45 | 20           |
| 星期日及公眾假期 | 23:45-00:45 | 30           |

#### 特別班次
- 星期一至五
  - 皇后山→粉嶺站（不經山麗苑）開：06:20-08:00（20分鐘一班）
  - 山麗苑→粉嶺站開：06:25-08:05（20分鐘一班）
  - 粉嶺中心→皇后山：17:00、17:12、17:24、17:36、17:50、18:05、18:20、18:35、18:50、19:05

### 78B

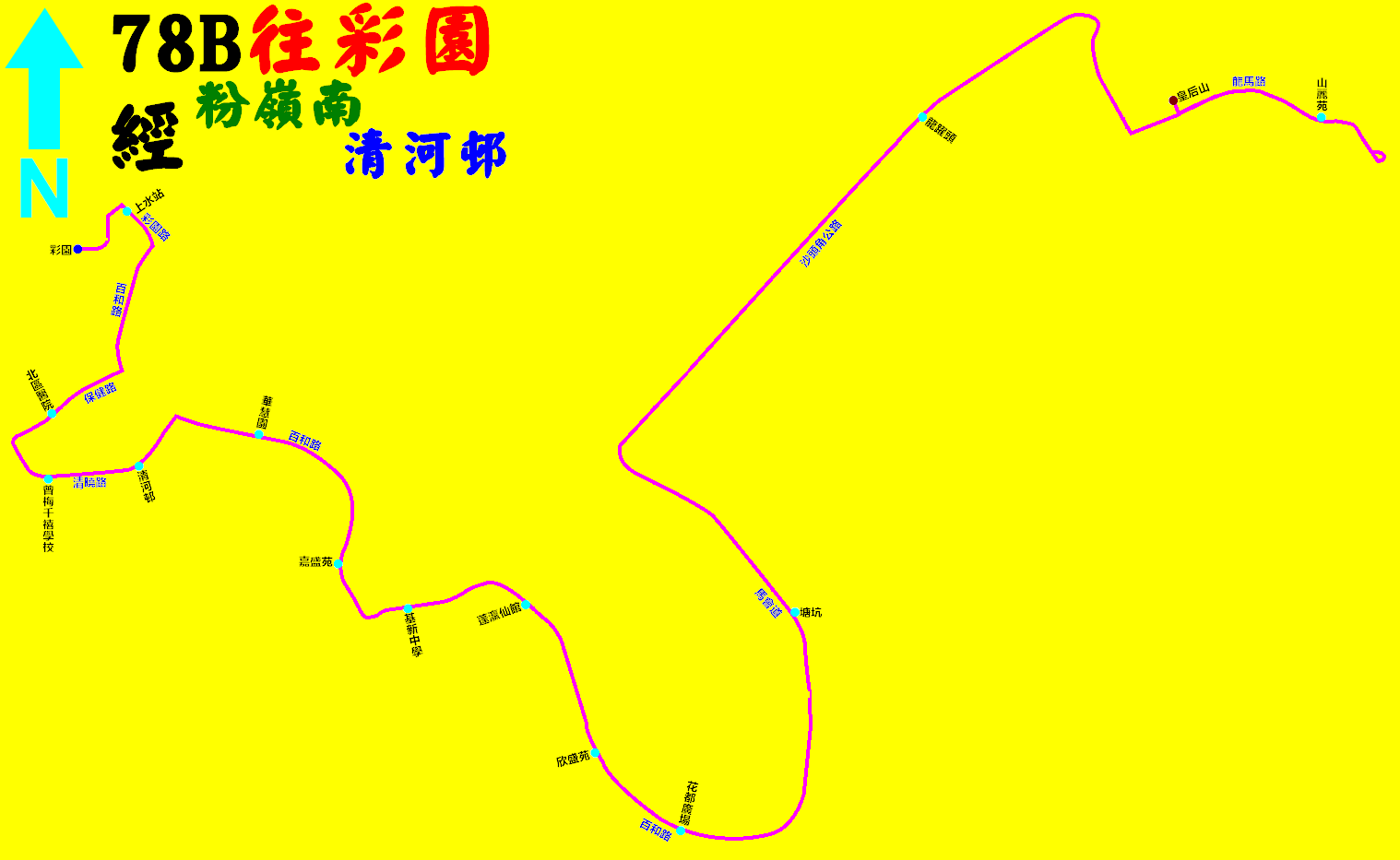
78B線的走線圖

- 星期一至五
  - 皇后山開：06:55、07:10、07:15、07:20、07:30、07:40
  - 彩園：15:45、16:15、16:45
- 星期六、日及公眾假期不設服務

### 78S
- 上水開
  - 星期一至五：09:30、11:45
  - 星期六、日及公眾假期：09:30、10:30、11:30。
- 沙頭角開
  - 星期一至五：15:15、16:55；
  - 星期六、日及公眾假期：14:55、15:55、16:55。

### N78
- 每日
  - 上水開:00:30、01:10、01:45、02:30
  - 沙頭角開:03:30、04:00、04:30、05:00。

## 收費
| 路線 | 全程收費 | 分段收費                                                                     |
| ---- | -------- | ---------------------------------------------------------------------------- |
| 78K  | $8.6     | - 上水宣道小學往沙頭角／孔嶺往上水：$6.7 - 孔嶺往沙頭角／聯和墟往上水：$5.1  |
| 78   | $8.6     | - 花都廣場往太平：$5.1                                                       |
| 78A  | $6.0     | - 不設分段收費                                                               |
| 78B  | $6.7     | - 不設分段收費                                                               |
| 78S  | $10.8    | - 不設分段收費                                                               |
| N78  | $16.6    | - 上水宣道小學往沙頭角／孔嶺往上水：$12.9 - 孔嶺往沙頭角／聯和墟往上水：$9.5 |

| - 本線設有12歲以下小童及65歲或以上長者半價優惠。 - 65歲或以上香港居民使用「樂悠咭」，以及12歲以下合資格殘疾兒童使用「殘疾人士身份」個人八達通繳付車資，均可享有每程$2.0或半價（以較低者為準）的票價優惠；12至64歲合資格殘疾人士使用「殘疾人士身份」個人八達通（包括「樂悠咭」），以及60至64歲香港居民使用「樂悠咭」繳付車資，均可享有每程$2.0或全費（以較低者為準）的票價優惠。 - 65歲或以上長者如使用長者或一般個人八達通繳付車資，則只可享有半價優惠；12至64歲合資格殘疾人士如不使用「殘疾人士身份」個人八達通，以及60至64歲人士如不使用「樂悠咭」繳付車資，必須繳付全費。 - 乘客可以現金或八達通於上車時付款，不設找續。 - 每位成人乘客可免費攜帶最多兩名4歲以下而不佔座位的兒童乘客乘車，超額之4歲以下小童必須繳付小童車費乘車。 - 持有「九巴月票」之乘客在車票有效期內，每日可享最多10程任何九龍巴士及龍運巴士路線（包括本路線，以及聯營路線的九龍巴士／龍運巴士提供的班次；惟乘搭機場「A」及「NA」線則可享原價二七折優惠（不會計算每天10次合資格車程））；而B1線則每日可享最多各2程（不會計算每天10次合資格車程）。 - 九龍巴士、城巴、龍運巴士及陽光巴士全職員工及家屬（不包括外判職員）可免費乘搭本路線，惟必須拍職員或職員家屬八達通。 - 乘客亦可透過多元化電子支付系統（e度嘟）繳付車資，包括使用非接觸式VISA卡、JCB卡、萬事達卡、銀聯卡、美國運通、大來國際、Discover Card、Apple Pay、Google Pay、Samsung Pay、AlipayHK「易乘碼」、支付寶、WeChatHK／微信支付「搭車碼」、銀聯雲閃付「乘車碼」及BOC Pay「乘車碼」。乘客使用此付款方式，使用此支付方式的乘客可享有中途下車之分段收費，以及與其他九巴／龍運獨營路線或聯營線九巴／龍運班次之轉乘優惠，惟不適用於與非九巴／龍運路線之轉乘優惠，亦不能享有「公共交通費用補貼計劃」及「長者及合資格殘疾人士公共交通票價優惠計劃」。 |

### 八達通轉乘優惠
乘客登上本線後150分鐘內以同一張八達通卡轉乘以下路線，或從以下路線登車後150分鐘內以同一張八達通卡轉乘本線，次程可獲$4.2折扣優惠：

#### 78K←→屯門／元朗／天水圍路線
- 78K往上水 → 261、276(P)、276A/276B往屯門／元朗／天水圍
- 261(P)、276(P)、276A/B往上水 → 78K往沙頭角

#### 78A/78K←→九龍／荃灣／青衣路線
- 78A往粉嶺/78K往上水 → T270、T277、270A、270P、270B、278X/P或279X往九龍／荃灣／青衣
- 270A、270B、278X或279X往北區 → 78A往皇后山/78K往沙頭角

#### 78A/78K←→過海隧道路線
- 78A往粉嶺/78K往上水 → 373或978系往港島
- 373或978往北區 → 78A往皇后山/78K往沙頭角

## 使用車輛
開線時採用Tilling-Stevens K5LA7型及Bedford系列巴士，戰後本線亦是新界區典型、長期於1960-70年代派出亞比安單層巴士應付的鄉郊路線，數十年來，都是採用舊款巴士行駛。由於受到及路窄環境關係，九巴多採用亞比安Victor VT17AL/Viking EVK41XL型單層巴士行走。後來更改用1971年「短牛」丹拿F型雙層巴士，並於1980年代中改用「雞車」利蘭勝利二型。直到1990年代開始，大量利蘭勝利二型巴士退役，全冷前改派丹尼士巨龍11米（S3N）雙層非空調巴士接力。
於2010年4月26日，本線增派1輛2009年12米Salvador Caetano車身斯堪尼亞K230UB低地台單層空調巴士（ASC8／NX3459，由276抽出，平日早上被抽調往265S線行走大埔至天水圍班次），為本線首次引入單層低地台空調巴士，2010年8月9日起，3輛年事已高而需退役的1993年丹尼士長矛單層空調巴士被調走，換入3輛12米MCV Evolution車身富豪B7RLE低地台單層空調巴士服役，除AVC2本身底盤編號最早，屬富豪廠方的「貨尾」而採用歐盟4型引擎外，其餘2部均採用歐盟5型引擎，進一步提升本路線的服務。
現時78A線使用11輛Enviro500 MMC（2輛12米ATENU、1輛12米E5T、8輛12.8米3ATENU）雙層空調巴士。
| 車隊編號  | 車牌   |
| --------- | ------ |
| ATENU202  | SK5383 |
| ATENU204  | SK5772 |
| E5T2      | TV7180 |
| 3ATENU5   | TU7039 |
| 3ATENU6   | TU7099 |
| 3ATENU7   | TU7399 |
| 3ATENU8   | TU7413 |
| 3ATENU9   | TU7834 |
| 3ATENU63  | UE2065 |
| 3ATENU72  | UE5611 |
| 3ATENU104 | UF4459 |

現時78K線使用8輛Enviro500 MMC（ATENU）雙層空調巴士。所有行走此路線之用車須領有邊境封閉道路通行許可證。
| 車隊編號  | 車牌   |
| --------- | ------ |
| ATENU296  | ST6472 |
| ATENU312  | SW1914 |
| ATENU314  | SW3105 |
| ATENU318  | SW5099 |
| ATENU322  | SW4640 |
| ATENU323  | SW4978 |
| ATENU327  | SW6820 |
| ATENU1679 | SS5216 |

## 行車路線

### 78K
太平開經：保平路、保健路、百和路、掃管埔路、新運路、龍運街、新運路、粉嶺車站路、沙頭角公路—龍躍頭段、粉嶺樓路、和睦路、聯安街、沙頭角公路（龍躍頭段、馬尾下段、禾坑段、石涌凹段）及順隆街。
沙頭角開經：順隆街、沙頭角公路（石涌凹段、禾坑段、馬尾下段、龍躍頭段）、聯安街、聯和墟巴士總站、和泰街、和睦路、粉嶺樓路、沙頭角公路—龍躍頭段、新運路、粉嶺車站路、新運路、龍運街、新運路、掃管埔路、百和路、保健路及保平路。

### 78
經：順隆街、沙頭角公路（石涌凹段、禾坑段）、支路、香園圍公路、粉嶺公路、百和路、清曉路、保健路及保平路。

### 78A
經：龍馬路、沙頭角公路–龍躍頭段、馬會道、新運路、沙頭角公路–龍躍頭段及龍馬路。

### 78B
粉嶺（皇后山）開經：龍馬路、沙頭角公路–龍躍頭段、馬會道、掃管埔路、百和路、清曉路、保健路、百和路、彩園路及彩園邨通道。
彩園開經：彩園邨通道、彩園路、百和路、保健路、清曉路、百和路、馬會道、沙頭角公路–龍躍頭段、龍馬路、皇后山公共運輸交匯處、龍馬路（東行）、掉頭及龍馬路（西行）。

### N78
上水開經：龍運街、新運路、粉嶺車站路、沙頭角公路—龍躍頭段、粉嶺樓路、和睦路、聯安街、沙頭角公路—龍躍頭段、龍馬路、皇后山公共運輸交匯處、龍馬路（東行）、掉頭、龍馬路（西行）、沙頭角公路（龍躍頭段、馬尾下段、禾坑段、石涌凹段）及順隆街。
沙頭角開經：順隆街、沙頭角公路（石涌凹段、禾坑段、馬尾下段、龍躍頭段）、龍馬路（東行）、掉頭、龍馬路（西行）、皇后山公共運輸交匯處、龍馬路、沙頭角公路—龍躍頭段、聯安街、聯和墟巴士總站、和泰街、和睦路、粉嶺樓路、沙頭角公路—龍躍頭段、新運路、粉嶺車站路、新運路。

### 78S
上水開經：龍運街、新運路、粉嶺車站路、沙頭角公路—龍躍頭段、馬會道、粉嶺公路、香園圍公路、沙頭角公路（禾坑段、石涌凹段）及順隆街。
沙頭角開經：順隆街、沙頭角公路（石涌凹段、禾坑段）、香園圍公路、粉嶺公路、百和路、掃管埔路及新運路。

### R78
經：粉嶺車站路、沙頭角公路－龍躍頭段、迴旋處、沙頭角公路 – 龍躍頭段、新運路及粉嶺車站路

### 沿線車站

#### 78K／N78

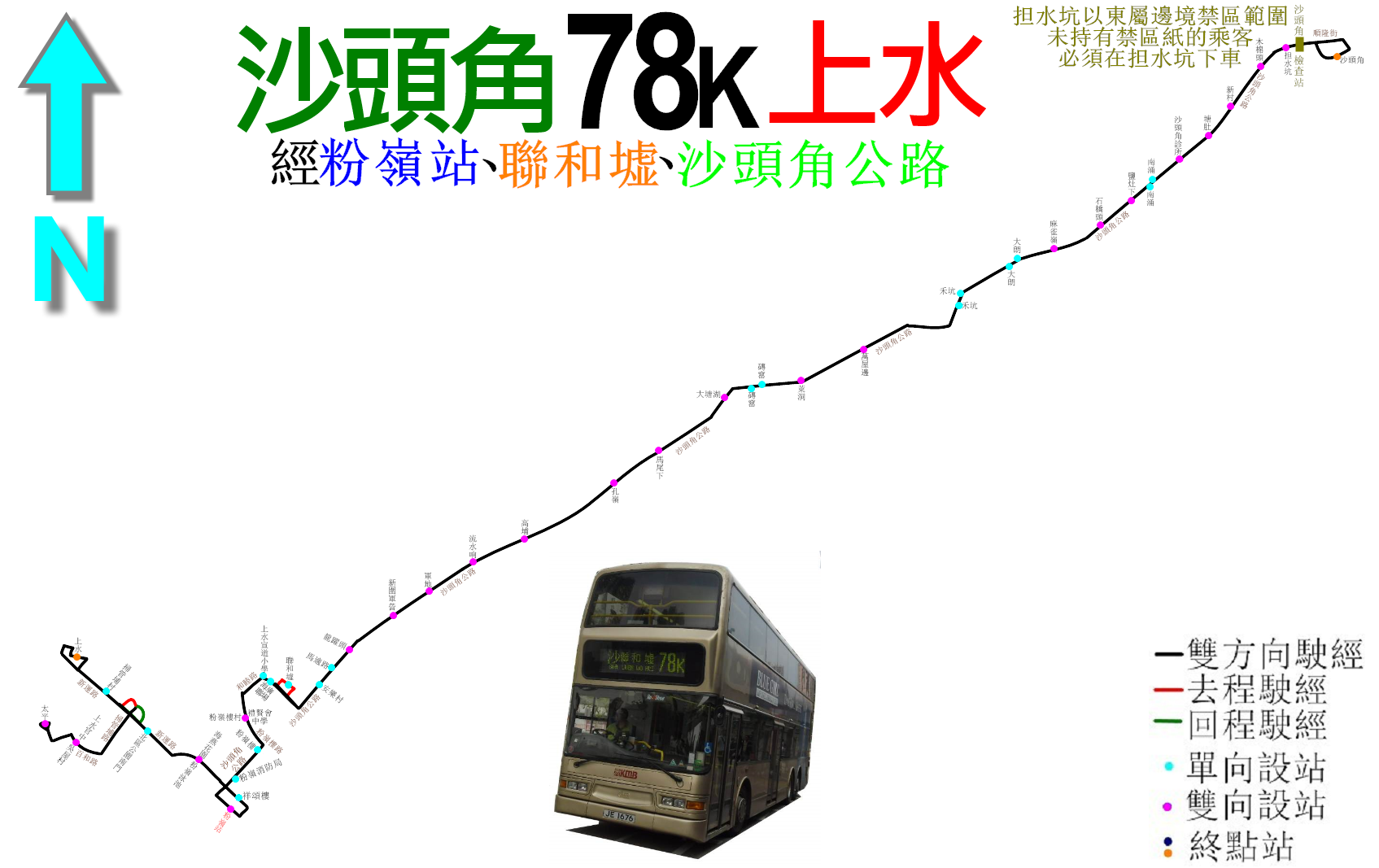
78K線的走線圖

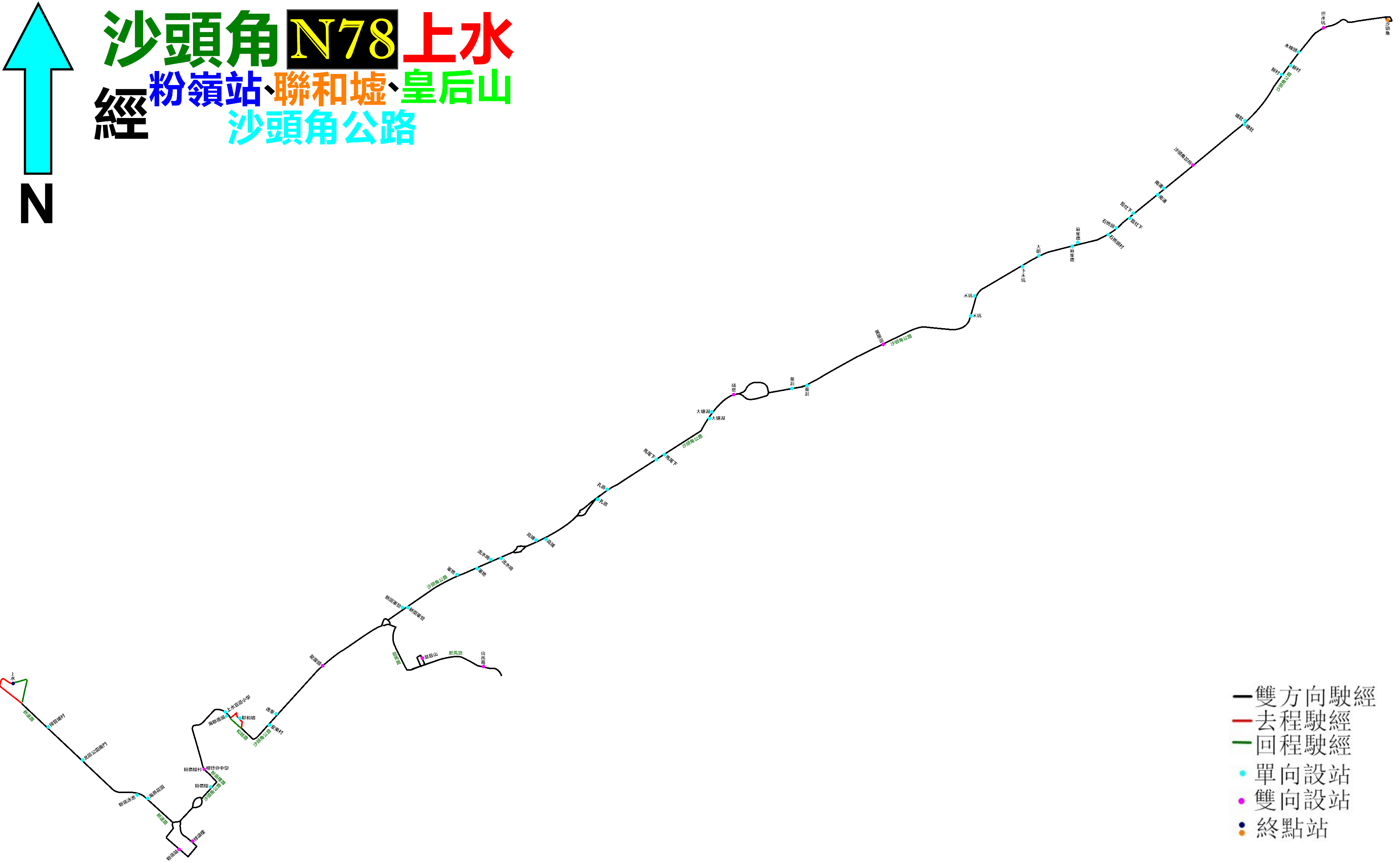
九巴N78線的走線圖

| 太平開 | 太平開             | 太平開               | 沙頭角開 | 沙頭角開           | 沙頭角開             |
| 序號   | 車站名稱           | 位置                 | 序號     | 車站名稱           | 位置                 |
| ------ | ------------------ | -------------------- | -------- | ------------------ | -------------------- |
| 1*     | 太平巴士總站       | 太平巴士總站         | 1        | 沙頭角巴士總站     | 沙頭角巴士總站       |
| 2*     | 上水官立中學       | 百和路               | 2        | 担水坑             | 沙頭角公路－石涌凹段 |
| 3      | 上水巴士總站       | 上水巴士總站         | 3        | 新村               | 沙頭角公路－石涌凹段 |
| 4      | 掃管埔村           | 新運路               | 4        | 塘肚               | 沙頭角公路－石涌凹段 |
| 5      | 北區公園南門       | 新運路               | 5        | 沙頭角診所         | 沙頭角公路－石涌凹段 |
| 6      | 海燕花園           | 新運路               | 6        | 南涌               | 沙頭角公路－石涌凹段 |
| 7      | 祥華邨祥頌樓（A1） | 新運路               | 7        | 鹽灶下             | 沙頭角公路－禾坑段   |
| 8      | 粉嶺站（C1）       | 粉嶺車站路           | 8        | 石橋頭村           | 沙頭角公路－禾坑段   |
| 9      | 粉嶺樓             | 沙頭角公路－龍躍頭段 | 9        | 麻雀嶺             | 沙頭角公路－禾坑段   |
| 10     | 粉嶺樓村           | 粉嶺樓路             | 10       | 下禾坑             | 沙頭角公路－禾坑段   |
| 11     | 上水宣道小學       | 和睦路               | 11       | 禾坑               | 沙頭角公路－禾坑段   |
| 12     | 逸峯               | 沙頭角公路－龍躍頭段 | 12       | 萬屋邊             | 沙頭角公路－禾坑段   |
| 13     | 龍躍頭             | 沙頭角公路－龍躍頭段 | 13       | 萊洞               | 沙頭角公路－禾坑段   |
| ^      | 龍馬路             | 龍馬路               | 14       | 磚窰               | 沙頭角公路－馬尾下段 |
| ^      | 皇后山巴士總站     | 皇后山公共運輸交匯處 | 15       | 大塘湖             | 沙頭角公路－馬尾下段 |
| ^      | 山麗苑             | 龍馬路               | 16       | 馬尾下             | 沙頭角公路－馬尾下段 |
| 14     | 新圍軍營           | 沙頭角公路－龍躍頭段 | 17       | 孔嶺               | 沙頭角公路－馬尾下段 |
| 15     | 軍地               | 沙頭角公路－龍躍頭段 | 18       | 高埔               | 沙頭角公路－馬尾下段 |
| 16     | 流水响             | 沙頭角公路－龍躍頭段 | 19       | 流水响             | 沙頭角公路－龍躍頭段 |
| 17     | 高埔               | 沙頭角公路－馬尾下段 | 20       | 軍地               | 沙頭角公路－龍躍頭段 |
| 18     | 孔嶺               | 沙頭角公路－馬尾下段 | 21       | 新圍軍營           | 沙頭角公路－龍躍頭段 |
| 19     | 馬尾下             | 沙頭角公路－馬尾下段 | ^        | 龍馬路             | 龍馬路               |
| 20     | 大塘湖             | 沙頭角公路－馬尾下段 | ^        | 山麗苑             | 龍馬路               |
| 21     | 磚窰               | 沙頭角公路－馬尾下段 | ^        | 皇后山巴士總站     | 皇后山公共運輸交匯處 |
| 22     | 萊洞               | 沙頭角公路－禾坑段   | 22       | 龍躍頭             | 沙頭角公路－龍躍頭段 |
| 23     | 萬屋邊             | 沙頭角公路－禾坑段   | 23       | 安樂村             | 沙頭角公路－龍躍頭段 |
| 24     | 禾坑               | 沙頭角公路－禾坑段   | #        | 和樂街             | 沙頭角公路－龍躍頭段 |
| 25     | 大朗               | 沙頭角公路－禾坑段   | 24@      | 聯和墟             | 聯和墟巴士總站       |
| 26     | 麻雀嶺             | 沙頭角公路－禾坑段   | 25@      | 海聯廣場           | 和睦路               |
| 27     | 石橋頭             | 沙頭角公路－禾坑段   | 26@      | 禮賢會中學         | 粉嶺樓路             |
| 28     | 鹽灶下             | 沙頭角公路－禾坑段   | 27       | 祥華邨祥頌樓（A1） | 新運路               |
| 29     | 南涌               | 沙頭角公路－禾坑段   | 28       | 粉嶺站（C1）       | 粉嶺車站路           |
| 30     | 沙頭角診所         | 沙頭角公路－石涌凹段 | 29@      | 粉嶺泳池           | 新運路               |
| 31     | 塘肚               | 沙頭角公路－石涌凹段 | #        | 華明巴士總站       | 華明巴士總站         |
| 32     | 新村               | 沙頭角公路－石涌凹段 | 30@      | 上水巴士總站       | 上水巴士總站         |
| 33     | 木棉頭             | 沙頭角公路－石涌凹段 | 31*@     | 吳屋村             | 百和路               |
| 34     | 担水坑             | 沙頭角公路－石涌凹段 | 32@*     | 太平巴士總站       | 太平巴士總站         |
| 35     | 沙頭角巴士總站     | 沙頭角巴士總站       |          |                    |                      |

#### 78
| 沙頭角開             | 沙頭角開       | 沙頭角開             |
| 序號                 | 車站名稱       | 位置                 |
| -------------------- | -------------- | -------------------- |
| 1                    | 沙頭角巴士總站 | 沙頭角巴士總站       |
| 2                    |                | 沙頭角公路－石涌凹段 |
| 3                    | 新村           | 沙頭角公路－石涌凹段 |
| 4                    | 塘肚           | 沙頭角公路－石涌凹段 |
| 5                    | 沙頭角診所     | 沙頭角公路－石涌凹段 |
| 6                    | 南涌           | 沙頭角公路－石涌凹段 |
| 7                    | 鹽灶下         | 沙頭角公路－禾坑段   |
| 8                    | 石橋頭村       | 沙頭角公路－禾坑段   |
| 9                    | 麻雀嶺         | 沙頭角公路－禾坑段   |
| 10                   | 下禾坑         | 沙頭角公路－禾坑段   |
| 11                   | 禾坑           | 沙頭角公路－禾坑段   |
| 12                   | 萬屋邊         | 沙頭角公路－禾坑段   |
| 13                   | 萊洞           | 沙頭角公路－禾坑段   |
| 香園圍公路; 粉嶺公路 |                |                      |
| 14                   | 花都廣場       | 百和路               |
| 15                   | 欣盛苑         | 百和路               |
| 16                   | 蓬瀛仙館（D2） | 百和路               |
| 17                   | 基新中學       | 百和路               |
| 18                   | 嘉盛苑         | 百和路               |
| 19                   | 華慧園         | 百和路               |
| 20                   | 清河邨         | 清曉路               |
| 20                   | 曾梅千禧學校   | 清曉路               |
| 22                   | 太平巴士總站   | 太平巴士總站         |

#### 78A
| 粉嶺（皇后山）開 | 粉嶺（皇后山）開 | 粉嶺（皇后山）開     |
| 序號             | 車站名稱         | 位置                 |
| ---------------- | ---------------- | -------------------- |
| 1^               | 皇后山巴士總站   | 皇后山公共運輸交匯處 |
| 2#               | 山麗苑           | 龍馬路               |
| 3                | 龍躍頭           | 沙頭角公路—龍躍頭段  |
| 4                | 安樂村           | 沙頭角公路—龍躍頭段  |
| 5                | 樂和街           | 沙頭角公路—龍躍頭段  |
| 6                | 粉嶺中心         | 新運路               |
| 7                | 粉嶺名都（B1）   | 新運路               |
| 8*               | 粉嶺樓           | 沙頭角公路－龍躍頭段 |
| 9*               | 聯和墟球場       | 沙頭角公路－龍躍頭段 |
| 10*              | 逸峯             | 沙頭角公路－龍躍頭段 |
| 11*              | 龍躍頭           | 沙頭角公路－龍躍頭段 |
| 12*              | 龍馬路           | 龍馬路               |
| 13*              | 皇后山巴士總站   | 皇后山公共運輸交匯處 |
| 14*              | 山麗苑           | 龍馬路               |
| 15*              | 皇后山巴士總站   | 皇后山公共運輸交匯處 |

#### 78B
| 粉嶺（皇后山）開 | 粉嶺（皇后山）開 | 粉嶺（皇后山）開     | 彩園開 | 彩園開         | 彩園開               |
| 序號             | 車站名稱         | 位置                 | 序號   | 車站名稱       | 位置                 |
| ---------------- | ---------------- | -------------------- | ------ | -------------- | -------------------- |
| 1                | 皇后山巴士總站   | 皇后山公共運輸交匯處 | 1      | 彩園巴士總站   | 彩園巴士總站         |
| 2                | 山麗苑           | 龍馬路               | 2      | 上水站         | 彩園路               |
| 3                | 龍躍頭           | 沙頭角公路—龍躍頭段  | 3      | 祥龍圍邨       | 保健路               |
| 4                | 塘坑             | 馬會道               | 4      | 御皇庭         | 清曉路               |
| #                | 粉嶺法院大樓     | 馬會道               | 5      | 御景峰         | 清曉路               |
| #                | 北區公園北門     | 馬會道               | 6      | 欣翠花園       | 百和路               |
| 5^               | 花都廣場         | 百和路               | 7      | 嘉盛苑         | 百和路               |
| 6^               | 欣盛苑           | 百和路               | 8      | 基新中學       | 百和路               |
| 7^               | 蓬瀛仙館（D2）   | 百和路               | 9      | 粉嶺站（D1）   | 百和路               |
| 8^               | 基新中學         | 百和路               | 10     | 景盛苑         | 百和路               |
| 9^               | 嘉盛苑           | 百和路               | 11     | 華心邨         | 百和路               |
| 10^              | 華慧園           | 百和路               | 12     | 塘坑           | 馬會道               |
| 11               | 清河邨           | 清曉路               | 13     | 聯和墟球場     | 沙頭角公路—龍躍頭段  |
| 12               | 曾梅千禧學校     | 清曉路               | 14     | 逸峯           | 沙頭角公路—龍躍頭段  |
| 13               | 北區醫院         | 保健路               | 15     | 龍躍頭         | 沙頭角公路—龍躍頭段  |
| 14               | 上水站           | 彩園路               | 16     | 龍馬路         | 龍馬路               |
| 15               | 彩園巴士總站     | 彩園巴士總站         | 17     | 皇后山巴士總站 | 皇后山公共運輸交匯處 |
|                  |                  |                      | 18     | 山麗苑         | 龍馬路               |
| 19               | 皇后山巴士總站   | 皇后山公共運輸交匯處 |        |                |                      |

#### 78S
| 上水開 | 上水開               | 上水開               | 沙頭角開 | 沙頭角開       | 沙頭角開             |
| 序號   | 車站名稱             | 位置                 | 序號     | 車站名稱       | 位置                 |
| ------ | -------------------- | -------------------- | -------- | -------------- | -------------------- |
| 1      | 上水巴士總站         | 上水巴士總站         | 1        | 沙頭角巴士總站 | 沙頭角巴士總站       |
| 2      | 粉嶺站（C1）         | 粉嶺車站路           | 2        |                | 沙頭角公路－石涌凹段 |
| 3      | 粉嶺公路轉車站（A3） | 粉嶺公路轉車站       | 3        | 新村           | 沙頭角公路－石涌凹段 |
| 4      | 萊洞                 | 沙頭角公路－禾坑段   | 4        | 塘肚           | 沙頭角公路－石涌凹段 |
| 5      | 萬屋邊               | 沙頭角公路－禾坑段   | 5        | 沙頭角診所     | 沙頭角公路－石涌凹段 |
| 6      | 禾坑                 | 沙頭角公路－禾坑段   | 6        | 南涌           | 沙頭角公路－石涌凹段 |
| 7      | 大朗                 | 沙頭角公路－禾坑段   | 7        | 鹽灶下         | 沙頭角公路－石涌凹段 |
| 8      | 麻雀嶺               | 沙頭角公路－禾坑段   | 8        | 石橋頭村       | 沙頭角公路－石涌凹段 |
| 9      | 石橋頭               | 沙頭角公路－禾坑段   | 9        | 麻雀嶺         | 沙頭角公路－石涌凹段 |
| 10     | 鹽灶下               | 沙頭角公路－禾坑段   | 10       | 下禾坑         | 沙頭角公路－禾坑段   |
| 11     | 南涌                 | 沙頭角公路－禾坑段   | 11       | 禾坑           | 沙頭角公路－禾坑段   |
| 12     | 沙頭角診所           | 沙頭角公路－石涌凹段 | 12       | 萬屋邊         | 沙頭角公路－禾坑段   |
| 13     | 塘肚                 | 沙頭角公路－石涌凹段 | 13       | 萊洞           | 沙頭角公路－禾坑段   |
| 14     | 新村                 | 沙頭角公路－石涌凹段 | 14       | 欣盛苑         | 百和路               |
| 15     | 木棉頭               | 沙頭角公路－石涌凹段 | 15       | 蓬瀛仙館（D2） | 百和路               |
| 16     | 担水坑               | 沙頭角公路－石涌凹段 | 16       | 上水巴士總站   | 上水巴士總站         |
| 17     | 沙頭角巴士總站       | 沙頭角巴士總站       |          |                |                      |

#### R78
| 粉嶺站開 | 粉嶺站開                   | 粉嶺站開             |
| 序號     | 車站名稱                   | 位置                 |
| -------- | -------------------------- | -------------------- |
| 1        | 粉嶺站                     | 粉嶺車站路           |
| 2        | 新圍軍營                   | 沙頭角公路－龍躍頭段 |
| 3        | 粉嶺站轉車站－祥華邨（A1） | 新運路               |
| 4        | 粉嶺站                     | 粉嶺車站路           |

## 客量
78K線為沙頭角一帶的居民提供接駁港鐵以及轉乘其他北區對外巴士路線的服務，但由於受到班次較頻密的專線小巴競爭，搶去了本線的客源，因此非繁忙時間客量偏低，在90年代及2004年先後提出取消本線。雖然如此，在繁忙時間專線小巴供不應求，乘客難以登上專線小巴，加上可以直達北區醫院，本線能夠起了重大作用。由於本線在港鐵粉嶺站的分站鄰近往金鐘站的月台，在接駁港鐵往返市區較為省時，因此在繁忙時間客量較為理想，九巴更在2011年中，將本線在平日上午繁忙時間往上水方向的班次加密至6-9分鐘一班，隨後亦不斷增加往港鐵粉嶺站的特別班次，以疏導在繁忙時間的高企客量。
自從政府縮短沙頭角邊境禁區範圍，吸引不少市民在假日到沙頭角、鹿頸郊遊，因此假日亦會有不少乘客乘坐本線到沙頭角路、鹿頸一帶。
根據2013-2014年巴士路線發展計劃中顯示，本線在最繁忙的一小時載客率為93%，非繁忙時段載客率為33%。
到2022年，粉嶺皇后山邨及山麗苑入伙後，有多達3萬人居住，而巴士線不勝負荷，每日下午繁忙時間都出現大排長龍的情況，高峰時有多達300人等候巴士而感到鼓譟，有人在巴士站等了1小時才能成功上車，即使巴士已滿座，仍然有不少人違規站在巴士上層，車長亦要被迫開車。居民要求政府當局正視交通規劃失衡問題，儘快加開更多直接出入市區的巴士線疏導人流。運輸署表示皇后山區有8條日間專營巴士及兩條專線小巴路線，暫無需增加額外接駁路線前往港鐡站。而78A線自2021年11月30日投入服務至2023年5月，共收到92宗相關意見或投訴。

## 外部連結
- 九巴78K線官方網站路線資料 （页面存档备份，存于）
- 香港巴士大典上的相关条目：九巴78線
- 香港巴士大典上的相关条目：九巴78A線
- 香港巴士大典上的相关条目：九巴78B線
- 香港巴士大典上的相关条目：九巴78K線
- 香港巴士大典上的相关条目：九巴R78線
- 香港巴士大典上的相关条目：九巴N78線